# Ekmania
Ekmania es un género monotípico de plantas fanerógamas perteneciente a la familia de las asteráceas. Su única especie, Ekmania lepidota, es originaria de Cuba.

## Taxonomía
Ekmania lepidota fue descrita por (Griseb.) Britton y publicado en Bulletin of the Torrey Botanical Club 46: 250. 1919.
Etimología
Ekmania: nombre genérico otorgado en honor del botánico sueco Erik Leonard Ekman.
sinonimia
- Vernonia lepidota Griseb. basónimo[3]